# Anna Sköld
Anna Jenny Charlotta Sköld, född 5 april 1979, är en svensk dansbands-sångerska som sedan mitten av 2006 sjunger i Wizex. Förutom att sjunga i bandet spelar hon även congas, slagverk, piano och gitarr.
Redan 1996 var hon som 17-åring aktuell som bandets sångerska, men avråddes då på grund av sin låga ålder. När Jessica Sjöholm hoppade av 2008 blev hon ensam tjej i bandet.
Michael Nystås utsåg henne 2006 till en av årets dansbandssångerskor.
Med Wizex deltog hon i Dansbandskampen 2010.
Hon medverkade i Sikta mot stjärnorna 1996, där hon tolkade Carola Häggkvists "Främling".